# Дудниково (Новониколаевский район)
Дудниково (укр. Дудникове) — село,
Новоиванковский сельский совет,
Новониколаевский район,
Запорожская область,
Украина.
Код КОАТУУ — 2323683505. Население по переписи 2001 года составляло 226 человек.

## Географическое положение
Село Дудниково находится на расстоянии в 2 км от сёл Граничное, Алексеевка, Петропавловское и Каштановка.